# Na ostrzu: Goniąc marzenia
Na ostrzu: Goniąc marzenia (ang. The Cutting Edge 3: Chasing the Dream) – amerykański film obyczajowy z 2008 roku w reżyserii Stuarta Gillarda.
Kontynuacja filmów Na ostrzu (1992) i Na ostrzu: Droga po złoto (2006). Film doczekał się kontynuacji filmu Na ostrzu: Ogień i lód po 2 latach.
Premiera filmu miała miejsce 16 marca 2008 roku na antenie ABC Family.

## Opis fabuły
Łyżwiarz figurowy Zack Conroy (Matt Lanter) znany jest z agresywnej jazdy. Gdy jego partnerka doznaje kontuzji, trudno mu znaleźć jej następczynię. Dość odwagi ma jedynie była hokeistka Alejandra Delgado (Francia Raisa). Para rozpoczyna intensywne treningi.

## Obsada
- Matt Lanter jako Zach Conroy
- Francia Raisa jako Alejandra "Alex" Delgado
- Ben Hollingsworth jako Jason Bright
- Alycia Purrott jako Misha Pressel
- Christy Carlson Romano jako Jackie Dorsey
- Sarah Gadon jako Celeste Mercier
- Luis Oliva jako Bobby Delgado
- Stefano Colacitti jako Bryan Hemmings